# بخش وراوی
بخش وراوی یکی از بخش‌های شهرستان مهر در استان فارس است. این بخش در فاصلهٔ ۳۲۰ کیلومتری جنوب مرکز استان فارس واقع شده‌است.

## تقسیمات کشوری
- بخش وراوی
  - دهستان خوزی
  - دهستان وراوی

شهرها:
- وراوی (فارس)
- خوزی

## پیشینه
بیشنهٔ این منطقه به دوران بسیار دور بر می‌گردد و تعدادی افراد بنام حاکم (خان) مدتی در این منطقه استقرار داشته بوده‌اند. حکومات قدیم این منطقه به صورت پراکنده و روستا به روستا بوده و هر روستا دارای قلعه و حکومت مستقل بوده چون همه خوانین این شهرستان قرابت فامیلی باهم داشته‌اند زیر نظر قلعه چاه شرف و شخص حاجی خان اداره و حمایت می‌شدند.
حکومت حاجی خان تا شهر لار توسعه داشت و هنوز آب انبارهایی از ان زمان در مسیر لار به یادگار باقی مانده‌است. حاجی خان در شهر لار کشته شد و همان‌جا بخاک سپرده شد.
خوانین این منطقه عموماً انسان‌هایی وارسته، متدین و مردم دار بودند و بخاطر این خصوصیات مورد احترام مردم بوده‌اند هرچند با کنکاش در تاریخ کهن این خطه، می‌توان زمامدارانی یافت که به مردمان رنج کشیده هم عصر خود تعرضاتی کرده باشند.

## آثار باستانی
از مهم‌ترین آثار باستانی وراوی حمام معروف به حمام حاجی خانی است که بیش از دویست سال از تاریخ آن گذشته وآثارش باقی مانده‌است؛ که جلوه بسیار زیبایی به شهر می‌دهد وبا کمی همت مسئولان و بازسازی می‌تواند پذیرای خوبی برای مشتاقان آثار باستانی باشد.

## روستاهای توابع بخش وراوی
مهم‌ترین روستاهای بخش وراوی به شرح زیر می‌باشند:
برده کویه ،چاه گزی ،تل ملایی، نرمان، میرملکی، چاه شرف، خوزی، نورآباد، تل ملو، گودرزی ،خالده. حاجی‌آباد صادره
وراوی یکی از روستاهای شهرستان دشتی استان بوشهر هم می‌باشد.